# Kazalište u 1988.
◄◄ | ◄ | 1985. | 1986. | 1987. | 1988.  | 1989. | 1990. | 1991. | ► | ►►
Arhitektura • Astronautika • Astronomija • Biologija • Film • Fotografija • Glazba • Kazalište • Kemija • Kiparstvo • Knjige • Književnost • Kršćanstvo • Meteorologija • Medicina • Planinarstvo • Politika • Pravo • Promet • Slikarstvo • Strip • Šport • Televizija • Znanost • Zrakoplovstvo • Željeznički promet
Kazalište u 1988.

## Hrvatska i u Hrvata

### Rođenja
- 20. lipnja – Katarina Baban, hrvatska kazališna, televizijska i filmska glumica
- 4. rujna – Doris Pinčić Rogoznica, hrvatska televizijska, filmska i kazališna glumica

## Vanjske poveznice
|  | Zajednički poslužitelj ima još gradiva o temi Kazalište u 1988. |